# Anellozetes discifer
Anellozetes discifer är en kvalsterart som beskrevs av Hammer 1973. Anellozetes discifer ingår i släktet Anellozetes och familjen Humerobatidae. Inga underarter finns listade i Catalogue of Life.